# Detlof Karsten

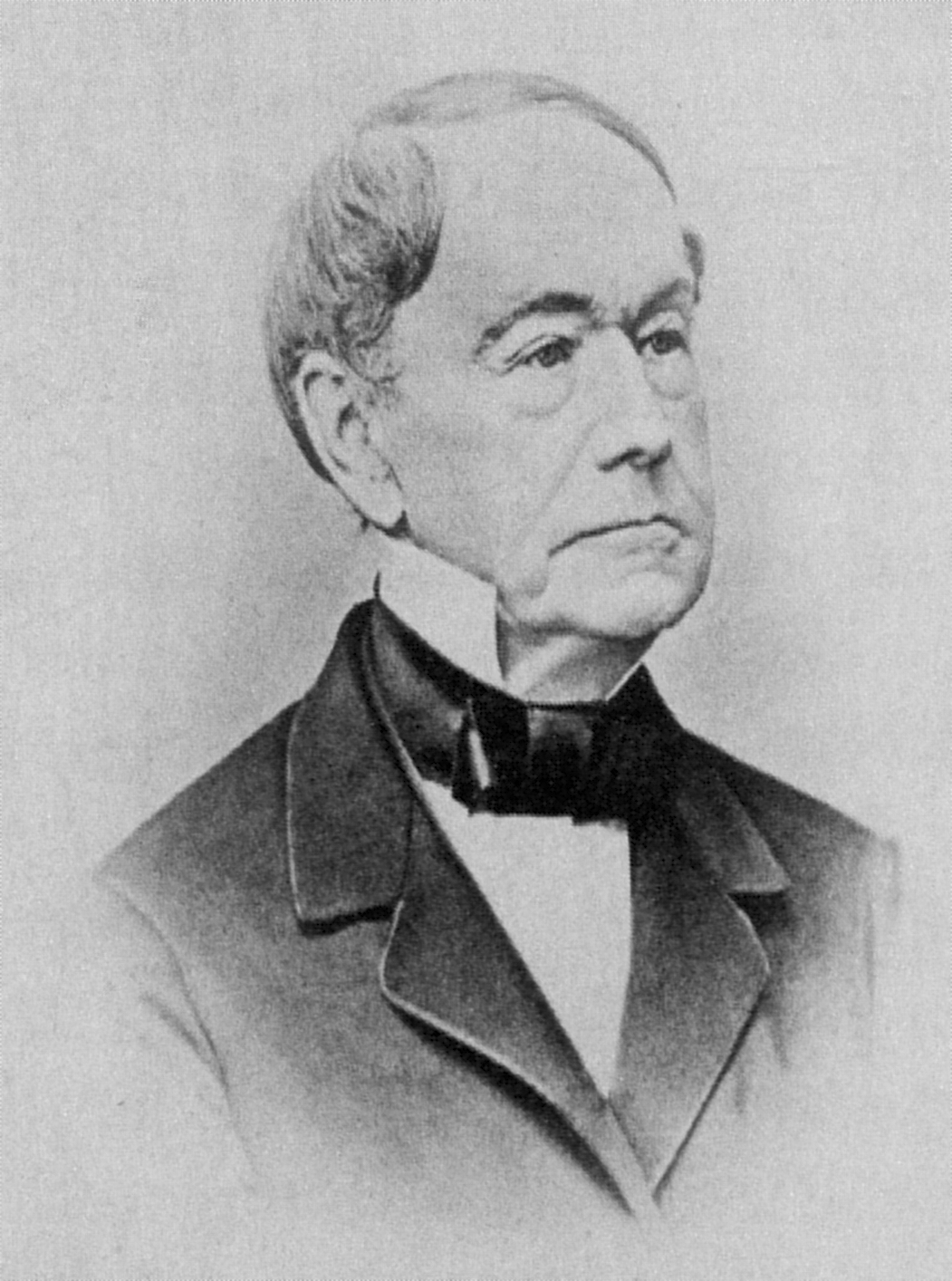
Detlof Karsten

Detlof Ludolph Eobald Karsten, auch Detloff oder Dethlof (* 17. Dezember 1787 in Bützow; † 20. Juli 1879 in Berlin) war ein deutscher Jurist, von 1836 bis 1846 Bürgermeister der Hansestadt Rostock und von 1848 bis 1850 Vertreter Mecklenburg-Schwerins bei der provisorischen Reichsregierung in Frankfurt.

## Leben
Detlof Karsten (Nr. 7–6 der auf seinen Großvater fokussierenden Geschlechtszählung) wurde als jüngerer Sohn des Geheimen Hofrats und Professor für Nationalökonomie an der Universität Rostock Lorenz Karsten und dessen Frau Elisabeth, geb. Engel geboren. Karsten, dessen Vater ihn bereits im Alter von 16 Monaten an der Universität Bützow immatrikulierte, begann nach seiner Schulbildung 1805 das Jurastudium in Rostock, später in Heidelberg. Nach dem Studium arbeitete er ab 1809 als Advokat. Am 25. Februar 1811 wurde er Ratsherr. Am 1. Februar 1828 wurde er zum Syndikus bestellt und arbeitete damit auch für den Vierten Bürgermeister der Stadt. Am 14. September 1836 erfolgte seine Wahl zum Bürgermeister. Erster Bürgermeister wurde er am 18. April 1844. Bereits 1846 berief ihn Friedrich Franz II. nach Schwerin. Hier war Karsten Regierungsrat und vertrat das Land Mecklenburg-Schwerin bis 1850 bei der provisorischen Zentralgewalt in Frankfurt am Main. 1850 war er Mitglied des Staatenhauses des Erfurter Unionsparlaments. Ab 1850 lebte er im Ruhestand.
Karsten war seit 1824 mit (Luise Alexandrine Auguste) Mathilde, geb. Lockstädt (1806–1869) verheiratet, Tochter eines Berliner Musiklehrers. Die Ehe blieb kinderlos.
Der Mathematiker Wenceslaus Johann Gustav Karsten (1732–1787) und der Jurist und Zollbeamte Christian Heinrich Karsten (1742–1815) waren seine Onkel. Der Jurist und Gerichtsrat Jacob Karsten (1781–1866), der Metallurge Carl Karsten (1782–1853), der Theologe Heinrich Karsten (1792–1871), der Jurist Friedrich Karsten (1795–1833) und der Theologe Hermann Karsten (1801–1882) waren seine Brüder.

## Ehrungen
Aus Anlass des 35. Jahrestages seiner Ernennung zum Ratsherr wurde Karsten am 30. März 1846 zum Ehrenbürger Rostocks ernannt. Gewürdigt wurde damit seine mit ... rastlosem Eifer ... geleistete Arbeit für die Stadt Rostock.